# Cây họ đậu

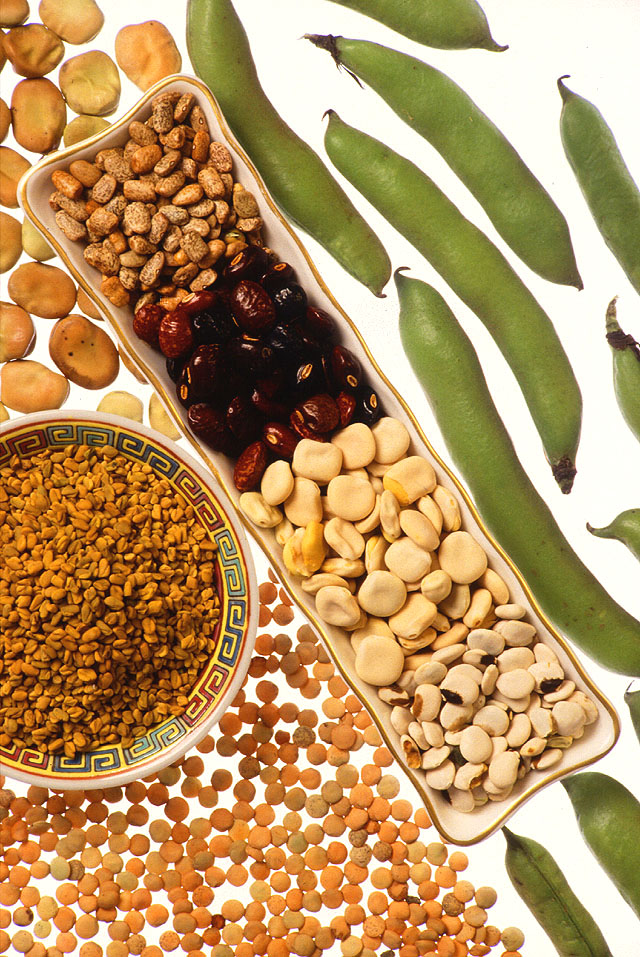
Hột đậu khô và cây họ đậu tươi

Cây họ đậu (tiếng Anh: legume) là các loại cây thuộc họ Fabaceae (hoặc Leguminosae), hoặc quả hoặc hạt của cây đó (còn được gọi là xung, đặc biệt là trong điều kiện khô, trưởng thành). Cây họ đậu được trồng trong nông nghiệp, chủ yếu được con người tiêu thụ, làm thức ăn ủ chua cho gia súc và làm phân xanh tăng cường cho đất. Các loại đậu nổi tiếng bao gồm cỏ linh lăng, cỏ ba lá, đậu, đậu Hà Lan, đậu xanh, đậu lăng, đậu lupin, cây gỗ thông vàng (mesquite), minh quyết, đậu nành, đậu phộng và me. Các loại đậu tạo ra một loại quả độc đáo - một loại quả khô đơn giản phát triển từ một lá noãn đơn giản và thường tách vỏ (mở dọc theo một đường gân) ở hai bên.
Các cây họ đậu đáng chú ý ở chỗ hầu hết chúng có vi khuẩn cố định đạm cộng sinh trong các cấu trúc gọi là nốt sần. Vì lý do đó, họ đóng một vai trò quan trọng trong luân canh cây trồng.

## Đặc điểm
Quả đậu, quả giáp hay kén quả (荚果) là một loại quả đơn khô, phát triển lên từ một lá noãn gập nếp và thông thường nứt ra dọc theo đường nối ở hai bên của mép và lưng lá noãn để tạo ra hai mảnh vỏ, mỗi mảnh vỏ là một nửa của lá noãn. Quả của các loài trong họ Đậu là các dạng quả đậu điển hình. Tuy nhiên, một số loại quả đậu không nứt ra khi chín. Một trong những dạng quả đậu không nứt được nhiều người biết tới là củ lạc (Arachis hypogaea). Theo ý nghĩa thực vật học, nó không phải là củ như vẫn gọi mà chính là dạng quả đậu không nứt ra khi chín. Các mảnh vỏ của quả đậu có thể tiếp tục xoắn lại để bật các hột còn lại. Nếu quả đậu có thêm vách giả phân chia thành các phần mang hạt riêng biệt thì gọi là quả đậu chia vách.

## Công dụng

### Trong nông nghiệp
Cây họ đậu được dùng làm thức ăn khô nuôi gia súc, thức ăn ủ chua và làm phân xanh tăng cường dưỡng đất.

### Lợi ích với sức khỏe

#### Giá trị dinh dưỡng
Các loại đậu là nguồn dinh dưỡng rất phong phú, ngon mà lại rẻ tiền. Đậu nành cung cấp đủ các loại amino acid thiết yếu mà cơ thể cần. Đậu có nhiều calcium, cho nên các vị tu hành, người ăn chay có thể sống lành mạnh chỉ với đậu hũ và các sản phẩm khác của đậu nành. Nói chung, các loại đậu có lượng đạm chất cao hơn các loại ngũ cốc khác từ hai đến năm lần.
Hạt đậu có nhiều sinh tố nhóm B, nhiều sắt, potassium, rất nhiều chất xơ. Đa số hạt đậu đều có rất ít chất béo và calories, ngoại trừ đậu nành và đậu phụng lại có nhiều chất béo lành bất bão hòa.
Đậu có ít calories thường có nhiều nước. Một trăm gran đậu nấu chín cho 100-130 Calories và 7 gram chất đạm tương dương với số chất đạm trong 30 gram thịt động vật. Đậu nẩy mầm có nhiều chất đạm hơn đậu nguyên hạt. Khi ăn pha đậu với các loại hạt, chất đạm của đậu có chất lượng tương đương với chất đạm động vật.

#### Nhuận trường
Đậu làm đại tiện đều đặn, dễ dàng vì nó làm phân to hơn, mềm hơn, từ đó giảm thiểu được các nguy cơ ung thư ruột già và trực tràng. Đó là kết quả các nghiên cứu của Tiến sĩ Sharon Fleming, Đại học Berkeley, California.

#### Tiểu đường
Đậu chứa một loại chất xơ gọi là pectin. Các loại đậu "bean" và "pea" thì lại có một lượng pectin nhiều hơn táo một chút. Chất xơ này có khả năng hút nước và nở ra trong dạ dày khiến người ta có cảm giác no lâu giúp kiểm soát cảm giác thèm ăn. Cũng theo bác sĩ Anderson, ăn đậu thường xuyên cũng làm chậm tiến trình hấp thụ thực phẩm trong ruột, giúp những người mắc bệnh tiểu đường tránh được sự tăng gia đột xuất của đường trong máu (mà trước đây khiến cơ thể phải phản ứng bằng cách tiết ra insulin nhiều hơn), vì vậy đậu cần thiết để chữa bệnh tiểu đường.

#### Mỡ máu
Các loại đậu giữ vai trò quan trọng trong sự làm giảm lượng cholesterol và triglyceride trong máu, còn tốt hơn cả loại cám yến mạch (oat bran). Trong các loại đậu, đậu nành được xem là hữu hiệu nhất. Các nghiên cứu ở Ý cho thấy là, bệnh nhân có mức cholesterol cao, mà ăn một thực đơn có nhiều chất đạm từ đậu nành được thế cho thịt cá, thì mức cholesterol của họ được giảm xuống 31%. Những thí nghiệm kế tiếp ở Ý và Thụy Sĩ bao gồm một số bệnh nhân lớn hơn cũng cho thấy kết quả là mức cholesterol được giảm 23% đối với phái nam và 25% đối với phái nữ. Kết quả này xem ra còn tốt hơn tác dụng của các loại thuốc đắt tiền bán trên thị trường để làm giảm cholesterol trongmáu. Bác sĩ James Anderson, Đại học Kentucky, thường hay khuyên bệnh nhân mỗi ngày ăn một cốc đậu pinto nấu chín để làm hạ cholesterol.

#### Ung thư
- Gần đây các khoa học gia lại mới tìm ra một tác dụng vô cùng bổ ích của các hạt đậu, đó là khả năng chống ung thư của đậu. Vì đậu có chứa một chất acid gọi là phytic acid, một chất chống oxy hóa rất mạnh. Chất phytic acid đặc biệt hữu hiệu trong việc ngăn cản các gốc tự do hydroxyl (free radicals hydroxyl) (OH) oxy hóa các tế bào có chứa mỡ. Do khả năng ngăn chận tác hại của các gốc tự do, chất phytic acid của đậu có thể chặn đứng tiến trình ung thư hóa của các tế bào.
- Các cuộc khảo cứu vào thú vật trong phòng thí nghiệm cho thấy các legumes như đậu "bean", đậu "pea" và đậu lăng "lentil" có chứa những thành phần gọi là protease inhibitors (các chất ức chế enzyme protease) là chất có khả năng phòng chống ung thư da, vú và gan của thú vật. Các thử nghiệm ở người cũng thấy có những tác dụng tương tự về phòng chống ung thư vú và nhiếp hộ tuyến.
- Chuyên gia về ung thư Anne Kennedy cho chuột trong phòng thí nghiệm ăn một hóa chất gây ung thư, nhưng khi protease inhibitors được bôi vào miệng chuột thì ung thư không xảy ra. Bác sĩ WalterTroll, sau nhiều nghiên cứu, cho rằng đậu có thể làm chậm tiến trình ung thư.

#### Ngừa thai
Theo SN.Sanyaldan, một khoa học gia Ấn Độ, dân số của người Tây Tạng (Tibet) không thay đổi trong suốt 200 năm. Thực phẩm chính của họ là đậu pea. Sau nhiều năm tìm kiếm, ông ta thấy pea có tính ngăn sự sinh đẻ nhờ hóa chất m-xylohydroquinone. Ông ta thử cho đàn bà dùng thì tỷ lệ sinh đẻ giảm hẳn, mà đàn ông dùng thì số lượng tinh trùng cũng giảm. Nhưng có lẽ tác dụng của nó không mạnh bằng các dược phẩm ngừa thụ tinh hiện có, nên ít ai để ý tới.

#### Bài thuốc dân gian
Một số đậu còn được y học dân gian ta dùng làm thuốc. Đó là:
- Đậu ván trắng, còn gọi là bạch biển đậu có vị ngọt, hơi ôn, bổ tỳ vị chữa các chứng đau bụng, giải độc, chữa nôn ọe, tóc không bạc.
- Đậu xanh. Vỏ đậu xanh không độc, vị ngọt, tính nhiệt có tác dụng giải nhiệt, làm mắt không mờ. Hạt đậu xanh cũng có tác dụng giải nhiệt, giải độc tính của thuốc và kim loại, tiêu phù thũng.
- Đậu đen. Đậu này thường dùng để nấu sôi, nấu chè ăn rất ngon. Ngoài ra, đậu cũng bổ thận, lợi tiểu, nước tiểu trong hơn và nhiều hơn.
- Đậu phộng. Đậu phộng có công dung dinh dưỡng cao, có nhiều chất béo, đạm và nhiều loại sinh tố. Dầu lạc dùng làm dầu ăn, đốt đèn và chế thuốc.
- Đậu nành. Đây là nguồn chất đạm rất quan trọng tại nhiều quốc gia, nhất là quốc gia đang mở mang. Trong y học, đậu nành dùng làm thức ăn cho người bị viêm khớp, người mới bình phục sau khi bị trọng bệnh.

#### Tác dụng phụ
- Đậu khô có nhiều purine mà ở một số người nhạy cảm, purine có thể làm tăng uric acid trong máu, đưa tới bệnh gout. Các tinh thể uric acid đóng trên khớp xương mà thông thường nhất là ở ngón chân cái làm người bệnh rất đau nhức.
- Một vài loại đậu có hóa chất làm tiêu hủy sự hấp thụ các sinh tố B, E, D, beta carotene trong ruột. Một số đậu khác, nếu không nấu chín, có thể có vài chất dính liền với khoáng sắt, đồng, khiến hồng cầu tụm lại với nhau.
- Đậu phộng là một trong mười thực phẩm thông thường nhất gây ra dị ứng hoặc nhức nửa đầu ở một số ít người dễ nhạy cảm.

## Cách chế biến

### Theo khu vực
- Người Bắc Mỹ và người Âu ít chú ý đến các loại đậu (legumes) vì nấu các loại đậu này mất nhiều thì giờ, phải ngâm đậu rồi mới nấu. Để khỏi mất thì giờ, dùng đậu chế biến nấu sẵn để trong hộp rất tiện lợi: chỉ việc đổ bớt nước mặn trong đậu, rửa đậu cho bớt mặn rồi nấu.
- Nhưng người Nam Mỹ và Á Châu xem các loại hạt đậu là một thành phần quan trọng của lương thực. Ở châu Mỹ La Tinh, từ Mexico xuống đến Trung Mỹ, Nam Mỹ, đâu đâu cũng thấy có đậu đen và đậu đỏ (black and red beans) trong các bữa ăn. Ở Ấn Độ, đậu lăng (lentil) được ăn trộn với gạo và rất phổ biến. Nhật Bản có loại đậu màu nâu gọi là azuki được ăn với cơm. Ở Trung Hoa và Nhật Bản, Việt Nam đậu nành rất thông dụng trong việc chế tạo tương và chao, tàu hũ.
- Đậu tươi không cần nhiều thời gian để nấu, nhưng khi đã được phơi khô thì cần nấu lâu hơn. Để thu ngắn thời gian nấu, ta có thể ngâm đậu trong nước nóng vài giờ cho đậu thấm nước và mềm hơn. Nước ngâm đậu có thể dùng để nấu món ăn cho thêm hương vị. Hạt đậu nấu chín có thể ăn khi còn nóng hay để nguội. Có thể nấu đậu với thịt, cá hoặc với các loại rau khác. Đậu nấu chín cũng có thể cho thêm gia vị, nghiền nát rồi quệt vào bánh mì kẹp để ăn.

### Các món ăn
Trên thị trường, có đậu tươi, đậu khô, đóng hộp hoặc đông lạnh. Mỗi thứ có một hương vị độc đáo, một hình dáng riêng biệt và cách nấu nướng cũng khác nhau. 
- Đậu đỏ thường nấu chung với gạo, với thịt (stew), làm xà lách hoặc dùng trong món chili. Đậu này cũng giống như đậu hình trái cật (kidney bean) là loại rất ngon để làm chilies, nấu súp, stew ninh với thịt.
- Đậu lima có màu trắng kem hoặc xanh nhạt, hạt nhỏ, hình trái thận. Đậu này thường dùng để nấu súp, làm xà lách, làm món succotash hoặc hầm với thịt gà. Hầu hết đậu lima đều được đóng hộp, làm đông lạnh trước khi tung ra thị trường.
- Đậu Pinto màu cam, hình bầu dục dùng nhiều trong món Mexican rice hoặc để hầm với các loại thịt.
- Đậu đen hạt nhỏ, đen bóng ta dùng để nấu chè đường, nấu súp hoặc ninh với thịt.
- Đậu Azuki hạt nhỏ, mẫu đỏ bóng loáng dùng làm xà lách, nhồi gà vịt, nấu súp hoặc ninh với thịt.
- Đậu nành hạt nhỏ màu vàng hoặc hơi đen làm đậu hũ, tương và nhiều loại thực phẩm rất ngon khác.

## Phân loại
Các legume được biết đến nhiều bao gồm: bean, pea, đậu tương (soybean), đậu phộng (peanut), đậu lăng (lentil), me (tamarind), minh quyết (Ceratonia siliqua), chi Đậu cánh chim (lupinus), cây linh thảo (alfalfa), cỏ ba lá (clover)
Dưới đây là danh sách các loại đậu

### Các loại quả đậu ăn cả vỏ lẫn ruột khi chưa chín[1]
- Đậu rồng – Đậu khế – Đậu xương rồng – Đậu cánh – Winged bean – Winged pea – Goa bean – Asparagus pea – Four-angled bean.
- Đậu que – Green bean – String bean – Snap bean.
- Đậu cô ve – Đậu a ri cô ve – French beans, French green beans, French filet bean (english) – Haricots verts (french): được trồng ở Đà Lạt.
- Wax bean: đậu que trắng.
- Đậu đũa – Yardlong bean bora – Long-podded cowpea – Asparagus bean – Pea bean – Snake bean – Chinese long bean – Thailand long bean – Long bean – Bodi – Boonchi.
- Snap peas – Sugar snap peas: quả đậu có thể ăn sống (vỏ ít xơ và không sáp như English pea) hoặc tách hạt ăn khi chín.
- Snow peas – Chinese peas: hạt đậu nhỏ và xếp thành hàng ở 1 bên của vỏ. Vỏ thì phẳng, rộng và mềm (dễ uốn cong). Được ăn cả quả.
- Italian flat bean – Romano bean – Runner bean: quả Á hậu đậu chưa chín.
- Dragon tongue bean: đậu lưỡi rồng hoặc quả đậu cúc chưa chín.
- Edamame – Sweet bean – Vegetable soybean – Beer bean – Edible soybean: quả đậu nành Nhật chưa chín.

### Các loại hạt đậu tròn[2][3]
- Đậu Hà Lan – Pea – Green pea – English pea: vỏ nhiều sáp và xơ, không thể ăn nên phải lột vỏ và ăn hạt.
- Snap peas – Sugar snap peas: quả đậu có thể ăn sống (vỏ ít xơ và không sáp như English pea) hoặc tách hạt ăn khi chín.
- Đậu gà – Chickpea.

### Các loại hạt đậu bầu dục nhỏ[2][3]
- Đậu tương – Đỗ tương – Đậu nành – Soybean.
- Đậu trắng – Đậu dải trắng rốn nâu – Cowpea – Black eyed bean – Black eyed pea.
- Đậu xanh – Mung bean.
- Đậu đỏ – Xích tiểu đậu – Mễ xích – Azuki bean – Asuki bean – Adzuki bean – Aduki bean: mắt mầm kéo dài dọc thân.
- Đậu đen – Black bean – Turtle bean – Frijole negro.
- Đậu ván – Hyacinth bean – Indian bean – Lablab bean – Bonavist bean – Calavance – Seim – Fuji mame: giống đậu nành, mắt mầm nổi và kéo dài dọc thân.
- Đậu triều – Pigeon pea (Cajanus cajan) – Gandule bean – Tropical green pea – Kadios – Congo pea – Gungo pea – Gunga pea: giống hạt đậu nành màu xanh lá.
- Edamame: đậu nành Nhật màu xanh.
- Bolita bean: màu kem.
- Calypso bean – Yin yang bean – Orca bean: màu đen trắng.
- Chili bean – Pink bean – Habichuelas Rosadas (spanish): màu hồng nâu.
- Eye of the goat bean – Goat's eye bean: đậu mắt dê, màu nâu vân gỗ.
- Red ball bean – Frijol bola roja: đậu bóng đỏ.
- Navy bean – Haricot bean – White pea bean – Pearl haricot – Pea bean – Haricot blanc bean – Small white bean – Fagioli – Yankee bean - Boston bean: đậu hải quân, trắng.
- Marrow bean: lớn hơn, thơm hơn Navy bean.
- Vallarta bean: màu vàng xanh lá.
- Yellow Indian woman bean: màu nâu nhạt.

### Các loại hạt đậu hình thận to vừa và hơi dẹp giống đậu Lima[2][3]
- Đậu ngự – Christmas lima bean – Chestnut lima bean – Madagascar bean: hạt hình elip hơi tròn, dẹp, đường viền liền không phải đốm.
- Lima bean: màu xanh hoặc trắng.
- Jackson wonder lima bean: màu nâu.
- Dermason bean: màu trắng dẹp, hình thận như đậu tây.

### Các loại hạt đậu hình bầu dục vừa giống đậu cúc[2][3]
- Đậu cúc nâu - Pinto bean: nâu nhạt đốm nâu.
- Đậu cúc hồng - Cranberry bean – Borlotti bean: hồng nhạt hoặc trắng đốm hồng.
- Anasazi bean: đốm sữa.
- Brown speckled cow bean: trắng đốm nâu đen.
- Great Northern bean: màu trắng.
- Maicoba bean – Mayocoba bean – Peruvian bean – Azufrado bean – Peruano bean – Canaria bean – Canario bean: màu kem hơi vàng.
- Mortgage runner bean – Mortgage lifter bean: giống Great Northern bean nhưng tròn, ngắn hơn.
- Rattlesnake bean: màu nâu nhạt hơn Pinto bean.
- Tongues of fire bean: nâu nhạt hơn Pito bean đốm nâu.
- Steuben yellow bean – Steuben yellow eye bean – Butterscotch calypso bean – Molasses face bean – Maine yellow eye: nửa trắng nửa nâu.
- Swedish brown bean: màu nâu.
- Tepary bean – Tapary bean – Moth dal: giống viên sỏi, màu từ nâu nhạt đến nâu đậm.

### Các loại hạt đậu hình thận giống đậu tây[2][3]
- Đậu tây thường – Đậu tây đỏ – Đậu đỏ dài – Red kidney bean.
- Đậu tây đốm (sáng/đỏ) (dài) – (Long shape) (Light/red) speckled kidney bean.
- Đậu tây trắng – White kidney bean – Cannellini bean – Fazolia bean – Lingot bean.
- Appaloosa bean: nửa đen nửa trắng.
- Bayo bean: nâu.
- Soldier bean – Red eye bean: mắt đỏ.
- Flageolet bean – Fayot bean: trắng, xanh lá nhạt
- Á hậu đậu – Scarlet runner bean – Multiflora bean: khi trưởng thành có màu chuyển từ đen sang nâu đến tím.
- Tolosana bean – Spanish Tolosana bean – Prince bean: đốm nâu đỏ.
- Trout bean – Jacob's cattle bean – Forellen bean: trắng đốm tím hồng.

### Các loại hạt đậu gạo[2][3]
- Black Rice Bean: đậu gạo đen.
- Green Rice Bean: đậu gạo xanh.

### Các loại hạt đậu khác[2][3]
- Đậu lăng – Lentil: hạt tròn dẹp nhỏ.
- Lupin bean – Lupini bean: giống hạt bắp, dẹp.
- Đậu răng ngựa – Broad bean – Fava bean – Habas – Horse bean – Foul: hạt tròn dẹp lõm ở giữa mặt bên, màu xanh nhạt hoặc nâu nhạt.
- Sator bean: giống hạnh nhân xanh lá.
- Snail bean: hình xoắn giống vỏ ốc.

## Thư viện ảnh

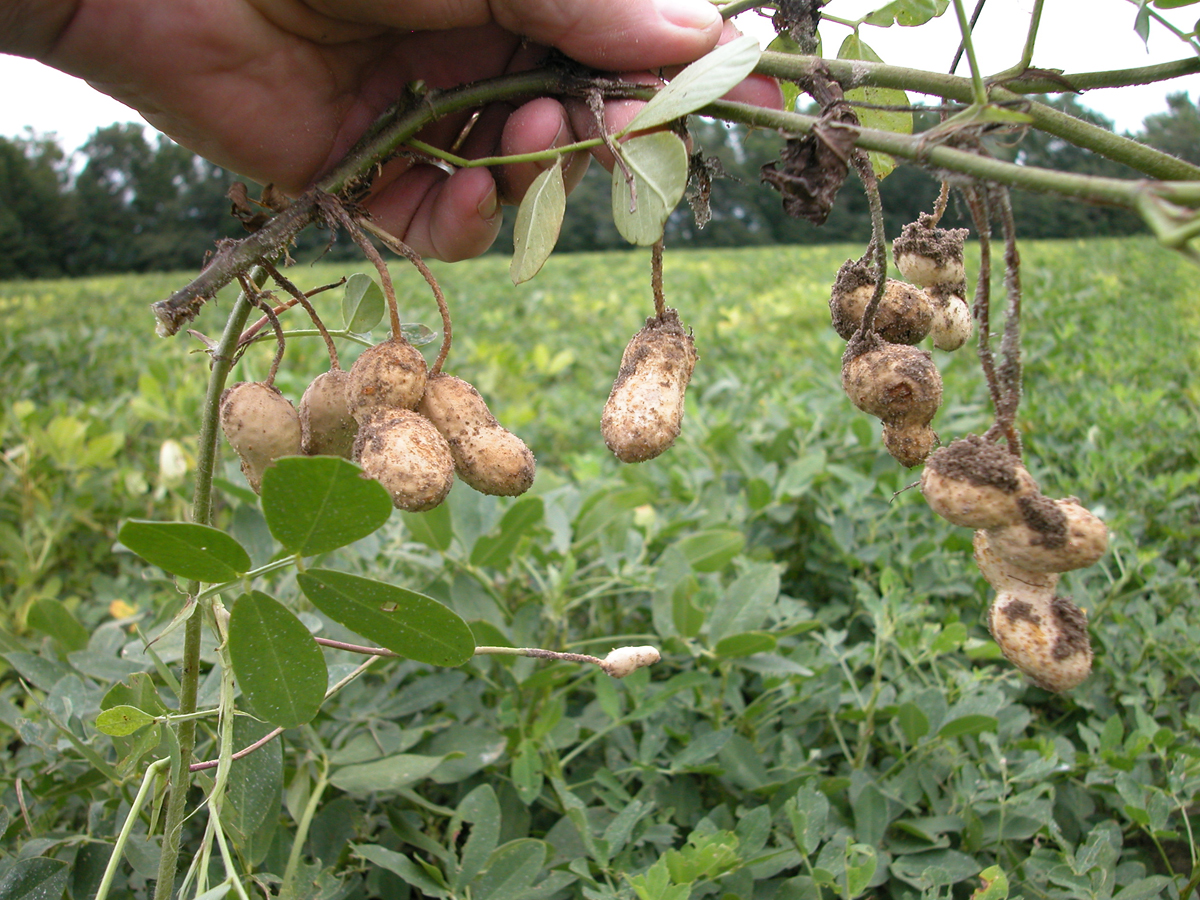
Các củ lạc (Arachis hypogaea)
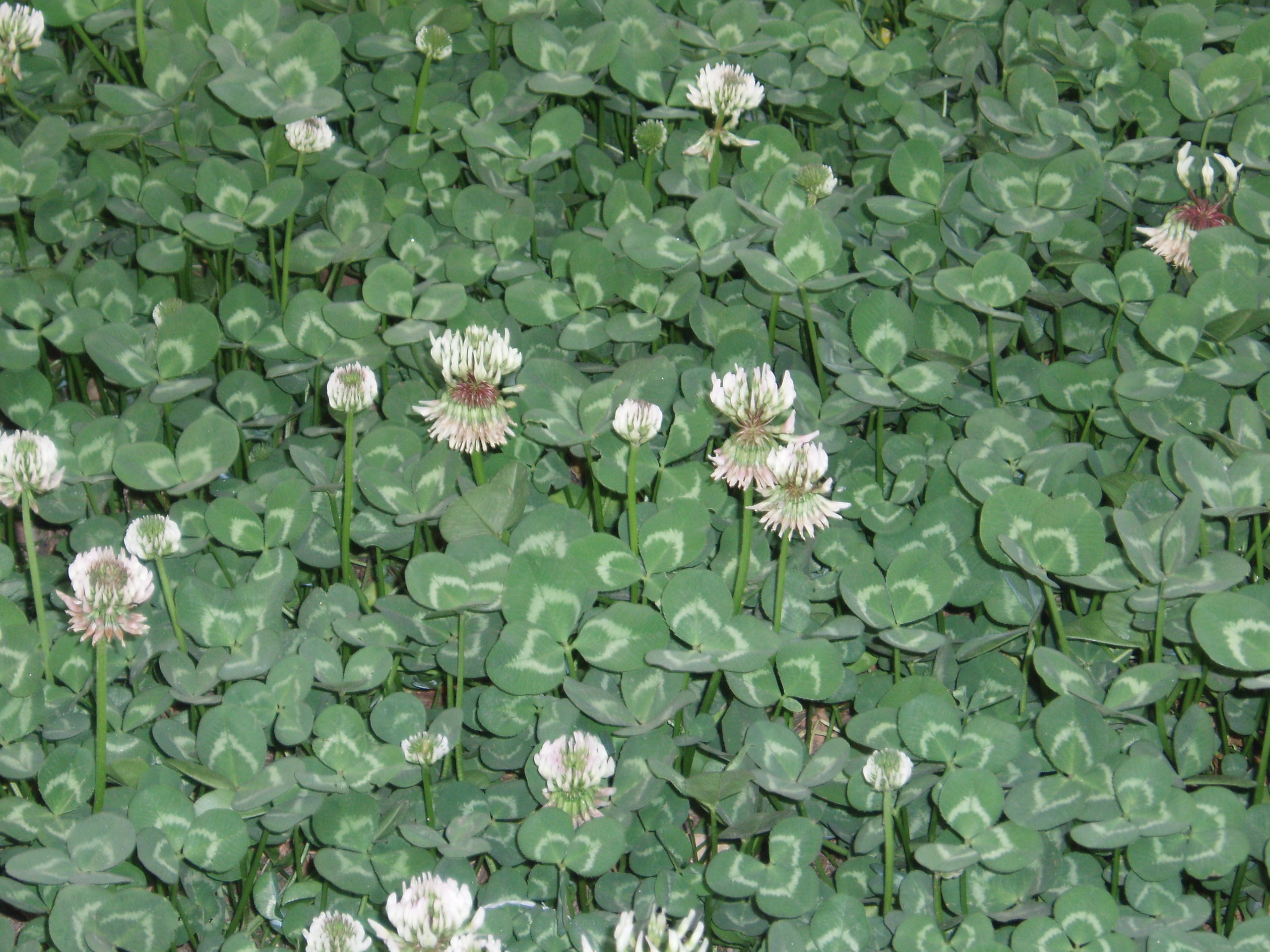
Hoa của cỏ ba lá hoa trắng (Trifolium repens)
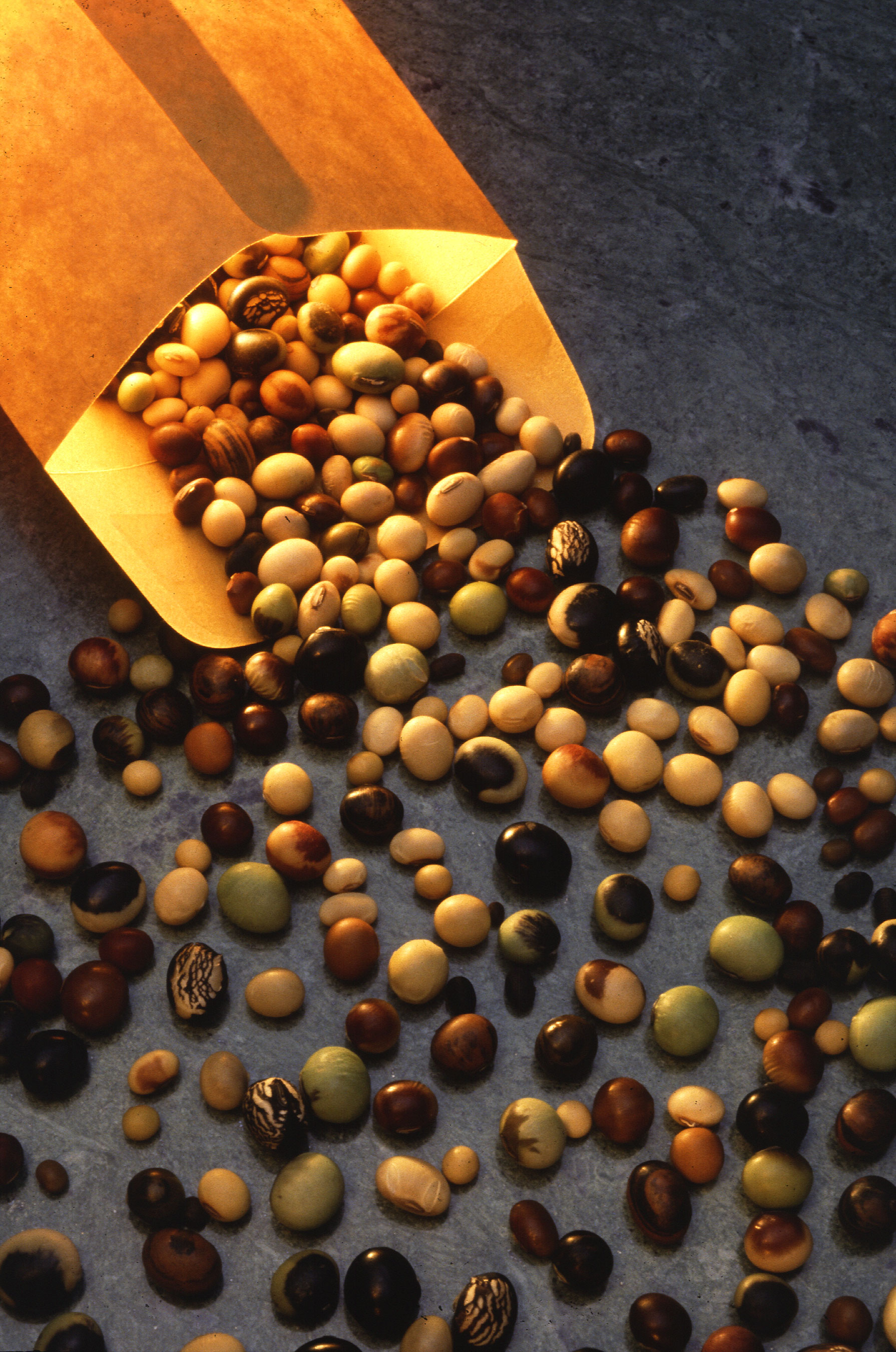
Các hột đậu tương
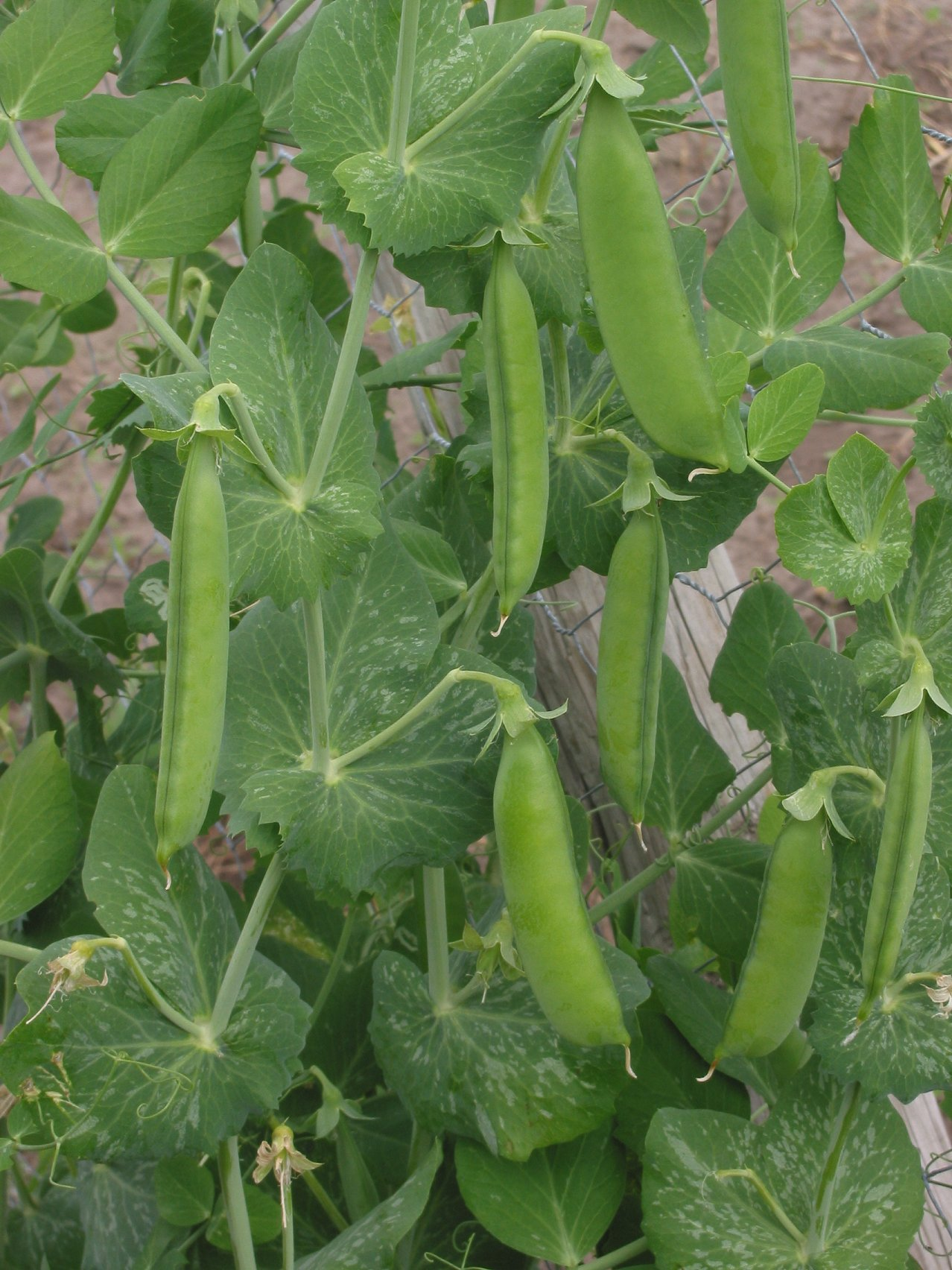
Quả đậu